# Большаков, Василий Дмитриевич
Васи́лий Дми́триевич Большако́в (11 марта 1927 — 26 августа 1988) —
заслуженный деятель науки и техники РСФСР; доктор технических наук (1967); профессор (1968);
ректор Московского института инженеров геодезии, аэрофотосъёмки и картографии.

## Биография
Родился 11 марта 1927 года в деревне Иховалжа Красноборского района Северо-Двинской губернии (ныне Архангельской области). Во время учёбы в средней школе работал в колхозе. Окончил в 1951 году МИИГАиК с отличием, получив специальность инженера-геодезиста.
После окончания вуза работал по специальности в Главпромстрое МВД СССР и в НИИ ВТС. В 1956 г. защитил кандидатскую диссертацию и перешёл на кафедру геодезии МИИГАиК, в 1967 г. защитил докторскую диссертацию. С 1968 г. — профессор, доктор технических наук, зав. кафедрой геодезии МИИГАиК. С 1963 по 1988 гг. ректор МИИГАиК.
В 1964 г. по инициативе ректора МИИГАиК, проф. В. Д. Большакова было созвано представительное совещание ученых, работающих в области космической геодезии, которые решительно высказались за подготовку специалистов по космической геодезии в МИИГАиК. Осуществить эту подготовку было поручено геодезическому факультету. Была создана специальная комиссия, которая провела большую подготовительную работу, в частности, был разработан учебный план новой специальности и программы. В 1968 г. эта специальность была создана и был произведен набор студентов на 1 курс в количестве 25 человек.
Под руководством ученых института впервые в мире произведена фотосъемка Луны с космических кораблей типа «Зонд», разработана и внедрена методика фотосъемки Земли с космических кораблей «Союз» и орбитальных пилотируемых станций «Салют», впервые в мире созданы топографические карты на обратную сторону Луны (докт. техн. наук, проф. В. Д. Большаков; докт. техн. наук, проф. Н. П. Лаврова; докт. техн. наук, проф. Н. М. Волков и др.).
Ученые института разработали и внедрили методики высокоточного геодезического обеспечения уникальных сооружений, таких как Куйбышевская и Нурекская ГЭС, Московский и Ленинградский метрополитены, Серпуховский ускоритель и многие другие (докт. техн. наук, проф. Н. Н. Лебедев; докт. техн. наук, проф. В. Д. Большаков; докт. техн. наук, проф. В. Е. Новак; лауреат Государственной премии СССР, докт. техн. наук, проф. М. С. Черемисин; докт. техн. наук, проф. М. С. Муравьев и др.).
Выполнены фундаментальные исследования в области теории математической обработки геодезических измерений (докт. техн. наук, проф. А. С. Чеботарев; докт. техн. наук, проф. А. И. Мазмишвили; докт. техн. наук, проф. В. Д. Большаков; докт. техн. наук, проф. П. А. Гайдаев; докт. техн. наук, проф. Ю. И. Маркузе; докт. техн. наук Ю. М. Нейман и др.).Большаков В. Д. был инициатором и научным редактором нового издания «Справочника геодезиста». В течение длительного периода являлся заместителем председателя Совета ректоров г. Москвы и вице-президентом астрономо-геодезического общества при Академии наук СССР. В 1980 г. — заместитель председателя Высшей аттестационной комиссии при Совете Министров СССР. Соавтор более 160 научных работ, нескольких изобретений, среди которых устройство для измерения расстояний.
МИИГАиК под руководством В. Д. Большакова подготовил множество кадров для строительства, авиационной и космической промышленности. Среди его учеников — дважды Герой Советского Союза, лётчик-космонавт СССР, бывший ректор, а ныне президент МИИГАиК (ныне — Московский государственный университет геодезии и картографии), член-корреспондент РАН Виктор Савиных, а также ректор МИИГАиК в 2007—2012 годах, профессор Василий Малинников.
Член Общества советско-германской дружбы.
Скончался 26 августа 1988 года. Похоронен в Москве, на Преображенском кладбище (уч. № 14)

## Семья
- Отец — Большаков Дмитрий Иванович (1883 — 1943), крестьянин, участник Первой Мировой Войны 1914-1918 года.[5]
- Мать — Большакова (Вешнякова) Федора Яковлевна (14.03.1893 — 08.11.1974).[6]
- Жена — Большакова (Чемодурова) Анна Козьминична (29.10.1932 - 16.08.2007).
  - Дочь — Квок (Большакова) Татьяна Васильевна
  - Сын — Большаков Дмитрий Васильевич

## Награды
- орден Трудового Красного Знамени
- орден «Знак Почёта»
- Заслуженный деятель науки и техники РСФСР

## Публикации
Учебные и справочные пособия
- Геодезия. Изыскания и проектирование инженерных сооружений : Справ. пособие / В. Д. Большаков, Е. Б. Клюшин, И. Ю. Васютинский; Под ред. В. П. Савиных, В. Р. Ященко. — М.: Недра, 1991. — 237,[1] с. : ил.; ISBN 5-247-01249-0
- Практикум по теории математической обработки геодезических измерений: учебное пособие для вузов / В. Д. Большаков, Ю. И. Маркузе. — стер. — М.: АльянС, 2007 (Чебоксары : ИПК Чувашия). — 352 с.; ISBN 978-5-903034-16-1
- Радиогеодезические и электрооптические измерения : [Учеб. для вузов по спец. Прикл. геодезия и астрономогеодезия] / В. Д. Большаков, Ф. Деймлих, А. Н. Голубев, В. П. Васильев; Под ред. В. Д. Большакова. — М.: Недра ;Berlin: Verl. fur Vauvoesen, 1985. — 303 с. : ил.
- Справочное руководство по инженерно-геодезическим работам / [В. Д. Большаков, Г. П. Левчук, В. :. Новак и др.]; Под ред. В. Д. Большакова, Г. П. Левчука. — М.: Недра, 1980. — 781 с. : ил.;
- Теория математической обработки геодезических измерений / [П. А. Гайдаев, В. Д. Большаков], 1969;
- Теория математической обработки геодезических измерений / [В. Д. Большаков, П. А. Гайдаев] - М., Недра, 1977;
- Теория математической обработки геодезических измерений : [Пер. с рус.] / В. Большаков, П. Гайдаев. — М.: Мир, Б. г. (1989). — 397 с. : ил.; ISBN 5-03-000788-1
- Теория ошибок наблюдений с основами теории вероятностей: [Учеб. для геодез. вузов и фак.] / В. Д. Большаков. — М.: Недра, 1965. — 184 с.;
- Теория ошибок наблюдений: [Учеб. для геодез. вузов и фак.] / В. Д. Большаков. — 2-е изд., перераб. и доп. — М.: Недра, 1983. — 223 с. : граф.;
- Уравнивание геодезических построений : Справ. пособие / В. Д. Большаков, Ю. И. Маркузе, В. В. Голубев. — М.: Недра, 1989. — 412,[1] с. : ил.; ISBN 5-247-01172-4

Статьи в сборниках
- Большаков В. Д. Высшее геодезическое и картографическое образование в СССР, в кн.: 50 лет советской геодезии и картографии, — М., 1967;

Редактор
- Справочник геодезиста, под ред. В. Д. Большакова и Г. П. Левчука, — М., 1966;
- Справочник геодезиста: (В 2-х кн.) / Под ред. В. Д. Большакова, Г. П. Левчука. — 3-е изд., перераб. — М.: Недра, 1985. / [В. Д. Большаков, А. Н. Голубев, П. А. Гайдаев и др.]
- Таблицы приращений координат / В. В. Баканова, П. И. Фокин; Под ред. В. Д. Большакова. — М.: Недра, 1966;
- Двухсотлетие Московского института инженеров геодезии, аэрофотосъемки и картографии 1779-1979. Под ред. Проф. В.Д. Большакова. - М., Московский институт инженеров геодезии, аэрофотосъемки и картографии (МИИГАиК), 1979.